# 吳之屏
吳之屏（1599年—1666年），字邦维，号澹生，又号谔斋，浙江嘉興府崇德县（今属桐乡市）人。明朝末年政治人物。明朝最後一任福建巡撫。

## 生平
萬曆四十六年（1618年）戊午科五十九名舉人，天啟二年（1622年）壬戌科進士，兵部观政，三年授江西建昌府新城縣知縣，五年调南城县，七年本省同考，同年丁父忧。崇祯三年考选礼部主事，升儀制司员外，七年升禮部郎中。九年遷福建粮储道參議，十年轉本省提學，十三年调广西参议，復调福建，十五年加升副使，十六年调兴泉道。
南明时，官都察院右僉都御史、巡撫福建。隆武二年（清順治三年，1646年），清军入福建，吳之屏獻城歸降，隨即回籍。里居二十年卒。

## 家族
曾祖吴口，乡宾。祖父吴沛然，庠生。父吴尚倫（1561年-1627年），字觐扬，號叙菴，永宁州判。母陆氏（1565年-1631年），贈恭人。弟之翰，邑庠生；永贞、国学生；之经、邑庠生。子吳爾壎，大学士倪元璐门生，登己卯举人。

## 外部連結
- 吳之屏（页面存档备份，存于）

| 官衔          | 官衔                              | 官衔                |
| ------------- | --------------------------------- | ------------------- |
| 前任： 殷聘尹 | 明朝江西新城縣知縣 1623年－1625年 | 繼任： 林天植       |
| 前任： 張肯堂 | 福建巡撫 崇禎年間上任             | 繼任： 佟国鼐（清） |